# DENIMUM
『DENIMUM』（デニマム）は、2003年4月21日にインフィニティレコードからリリースされた、奥井亜紀のアルバム。

## 解説
- 1997年発売のベスト・アルバム『Straw Color〜Single Collection&More〜』からおよそ6年ぶりとなるアルバムである。
- メジャーよりフィールドを変更し、インディーズレーベルのインフィニティレコードから発売された。発売後まもなくして、3Dシステム（現：SPACE SHOWER MUSIC）が資本に入ったため品番を変えて再発売した。
- アルバムのタイトル『DENIMUM』は、"DENIM"と"MAXIMUM・MINIMUM"を組み合わせた造語で、『等身大の自分らしいサイズ』という意味である。（リイシュー盤の帯に明記されている）
- 2007年現在まで事実上廃盤による入手困難な状態だったが、2007年8月29日にLIVEMASTER RECORDSよりリイシューとして再リリースされた。なお、その際サンクストラック（いわゆるボーナストラック）として、シングル「うつくしもの」が追加収録された。

## 収録曲
1. アウトレット
2. 春告鳥
3. AKA
4. 冬灯花
5. SPARK
6. 小春雨
7. ファンタジーワールド
8. キス、して
9. 明日は明日の風まかせ
10. 好きだって今日は言ったっけ？
11. Under Current
12. うつくしもの（サンクストラック）　※ リイシュー盤のみ収録

- 作詞・作曲 ： 奥井亜紀

## 参加ミュージシャン
- 奥井亜紀：Vocal and Chorus,Acoustic Piano(M-11)
- 西本明：Acoustic Piano(M-1,10,12)
- 宮脇てつや：Guitars(M-2,3,5,6,9,12)
- 中北裕子：Percussions(M-12)
- 深澤秀行 All Instruments Performed